# Cornițel
Cornițel – wieś w Rumunii, w okręgu Bihor, w gminie Borod. W 2011 roku liczyła 511
mieszkańców.